# CCL22
CCL22‏ (C-C motif chemokine ligand 22) هوَ بروتين يُشَفر بواسطة جين CCL22 في الإنسان.